# Erodium heteradenum
Erodium heteradenum là một loài thực vật có hoa trong họ Mỏ hạc. Loài này được (Pau & Font Quer) Guitt. mô tả khoa học đầu tiên năm 1965.